# ساتوشی یوکویاما
ساتوشی یوکویاما (انگلیسی: Satoshi Yokoyama؛ زادهٔ ۱۴ فوریهٔ ۱۹۸۰) بازیکن فوتبال اهل ژاپن است.
از باشگاه‌هایی که در آن بازی کرده‌است می‌توان به باشگاه ورزشی توچیگی اشاره کرد.